# Увальное (Омская область)
Увальное — деревня в Полтавском районе Омской области России. Входит в состав Ворошиловского сельского поселения.

## История
Основана в 1914 году. В 1928 году хутор Увальное состоял из 16 хозяйств, основное население — украинцы. В составе Платовского сельсовета Полтавского района Омского округа Сибирского края.

## Население
| 1926 | 2010 |
| ---- | ---- |
| 79   | ↗80  |